# 1328
- Wikisource

| Calendário gregoriano                                                        | 1328 MCCCXXVIII                                        |
| Ab urbe condita                                                              | 2081                                                   |
| Calendário arménio                                                           | 777 – 778                                              |
| Calendário bahá'í                                                            | -516 – -515                                            |
| Calendário budista                                                           | 1872                                                   |
| Calendário chinês                                                            | 4024 – 4025 Início a 11 de fevereiro (aproximadamente) |
| Calendário copta                                                             | 1044 – 1045                                            |
| Calendário etíope                                                            | 1320 – 1321                                            |
| Calendários hindus - Vikram Samvat - Calendário nacional indiano - Cáli Iuga | 1383 – 1384 1249 – 1250 4428 – 4429                    |
| Calendário Holoceno                                                          | 11328                                                  |
| Calendário islâmico                                                          | 728 – 729                                              |
| Calendário judaico                                                           | 5088 – 5089                                            |
| Calendário persa                                                             | 706 – 707                                              |
| Calendário rúnico                                                            | 1578                                                   |
| Calendário solar tailandês                                                   | 1871                                                   |

1328 (MCCCXXVIII, na numeração romana) foi um ano bissexto do século XIV do Calendário Juliano, da Era de Cristo, e as suas letras dominicais foram  C e B (52 semanas), teve início a uma sexta-feira e terminou a um sábado.
| Ano completo                          |
| ------------------------------------- |
| Ano bissexto com início à sexta-feira |

## Eventos
- Carlos IV, o Belo morre sem herdeiros. Os barões franceses preferem Filipe VI de Valois, o Afortunado aq Eduardo III da Inglaterra.
- Luís IV da Baviera em Roma: coroação laica do imperador.
- Simone Martine: afrescos do Palazzo publico de Siena.

## Nascimentos
- 29 de Setembro - Joana de Kent, mãe de Ricardo II de Inglaterra.
- Go-Murakami, 97º imperador do Japão.

## Mortes
- Carlos IV, o Belo, rei da França.